# Comuna Fărcaș, Dolj
Fărcaș este o comună în județul Dolj, Oltenia, România, formată din satele Amărăști, Fărcaș (reședința), Golumbelu, Golumbu și Plopu-Amărăști.

## Demografie
Componența etnică a comunei Fărcaș
     Români (74,26%)
     Romi (20,57%)
     Alte etnii (0,29%)
     Necunoscută (4,89%)
Componența confesională a comunei Fărcaș
     Ortodocși (89,3%)
     Penticostali (2,64%)
     Baptiști (2,2%)
     Alte religii (0,83%)
     Necunoscută (5,03%)
Conform recensământului efectuat în 2021, populația comunei Fărcaș se ridică la 2.047 de locuitori, în creștere față de recensământul anterior din 2011, când fuseseră înregistrați 1.951 de locuitori. Majoritatea locuitorilor sunt români (74,26%), cu o minoritate de romi (20,57%), iar pentru 4,89% nu se cunoaște apartenența etnică. Din punct de vedere confesional, majoritatea locuitorilor sunt ortodocși (89,3%), cu minorități de penticostali (2,64%) și baptiști (2,2%), iar pentru 5,03% nu se cunoaște apartenența confesională.

## Politică și administrație
Comuna Fărcaș este administrată de un primar și un consiliu local compus din 11 consilieri. Primarul, Ion-Valeriu Miereanu[*], de la Partidul Național Liberal, este în funcție din 1 noiembrie 2024. Începând cu alegerile locale din 2024, consiliul local are următoarea componență pe partide politice:
|  | Partid                          | Consilieri | Componența Consiliului | Componența Consiliului | Componența Consiliului | Componența Consiliului |
|  | ------------------------------- | ---------- | ---------------------- | ---------------------- | ---------------------- | ---------------------- |
|  | Partidul Național Liberal       | 4          |                        |                        |                        |                        |
|  | Partidul Social Democrat        | 3          |                        |                        |                        |                        |
|  | Alianța pentru Unirea Românilor | 2          |                        |                        |                        |                        |
|  | Partida Romilor „Pro Europa”    | 2          |                        |                        |                        |                        |